# Stazione di Longarone-Zoldo
La stazione di Longarone-Zoldo è una stazione della linea Calalzo-Padova.
La stazione di Longarone-Zoldo è utilizzata dagli abitanti di Longarone ma anche da turisti invernali o estivi che intendono visitare le Dolomiti limitrofe e quindi la val di Zoldo ma anche Selva di Cadore visto che è possibile anche avvalersi di trasporti extraurbani dalla stazione stessa.
Essa è la stazione più importante e con il maggiore flusso passeggeri dell'intera linea esclusi i capolinea.

## Storia
Fu attivata nel 1912 come capolinea provvisorio della linea da Belluno. Il 5 giugno dell'anno successivo fu attivato il tratto seguente della linea, da Longarone a Perarolo.
La stazione venne distrutta, insieme a circa due chilometri di ferrovia, in seguito al disastro del Vajont del 9 ottobre 1963; dopo i necessari lavori di ricostruzione, venne riaperta al traffico la sera del 30 maggio dell'anno successivo, in tempo per l'orario estivo entrato in vigore il giorno seguente.

## Movimento
La stazione è servita da treni regionali svolti da Trenitalia nell'ambito del contratto di servizio stipulato con le regioni interessate.

## Servizi
La stazione, che RFI classifica nella categoria bronze, dispone di:
- Biglietteria self-service